# Pawel Konstantinowitsch Mamajew
Pawel Konstantinowitsch Mamajew (russisch Павел Константинович Мамаев, wiss. Transliteration Pavel Konstantinovič Mamaev; * 17. September 1988 in Moskau) ist ein ehemaliger russischer Fußballspieler, der auf der Position des Mittelfeldspielers agierte.

## Karriere

### Verein
Pawel Mamajew begann seine Karriere bei der Akademie von Torpedo Moskau. Im Sommer 2007 wechselte er zum ZSKA Moskau. Sein Debüt für ZSKA absolvierte er am 29. Juli 2007 gegen den FK Chimki. 2013 wurde Mamajew erstmals für 15 Spiele an den FK Krasnodar verliehen, bevor er im Sommer 2013 fest beim Verein unterschrieb.
Zuvor tauchten Videoaufnahmen auf, die zeigten, wie er zusammen mit Alexander Kokorin von FK Krasnodar in einem Cafe einen Abteilungsleiter eines russischen Ministeriums mit einem Stuhl auf den Kopf schlugen und ihm ins Gesicht schlugen. Ein Strafverfahren gegen beide Spieler wurde eingeleitet. Beide wurden in Untersuchungshaft genommen und Mamajew und Kokorin im Mai 2019 zu eineinhalb Jahren Straflager verurteilt. Im August 2020 wurde Mamajew laut Berufungsurteil der leichten Körperverletzung schuldig befunden und endgültig zu einem Jahr Zivildienst verurteilt. Kurz darauf hat er seine beruflichen Aktivitäten wieder aufgenommen.
Am 20. Dezember 2021 unterschrieb Mamajew einen Vertrag beim FC Chimki. Im Juni 2022 verließ er Chimki und am 11. Februar 2023 gab er sein Karriereende bekannt.

### Nationalmannschaft
Im Jahre 2009 wurde er erstmals für die russische Nationalmannschaft berufen. Sein Debüt folgte ein Jahr später gegen Belgien am 17. November 2010.
Bei der Fußball-Europameisterschaft 2016 in Frankreich wurde er in das russische Aufgebot aufgenommen. Im Auftaktspiel gegen England kam er in den letzten Spielminuten beim Stand von 0:1 in die Partie. Das Spiel endete 1:1. Gegen die Slowakei wurde er zur Halbzeit eingewechselt und gegen Wales stand er erstmals im Turnier in der Startelf. Beide Spiele gingen verloren und Russland schied aus.

## Erfolge
- Russischer Pokal: 2009